# 六甲道駅

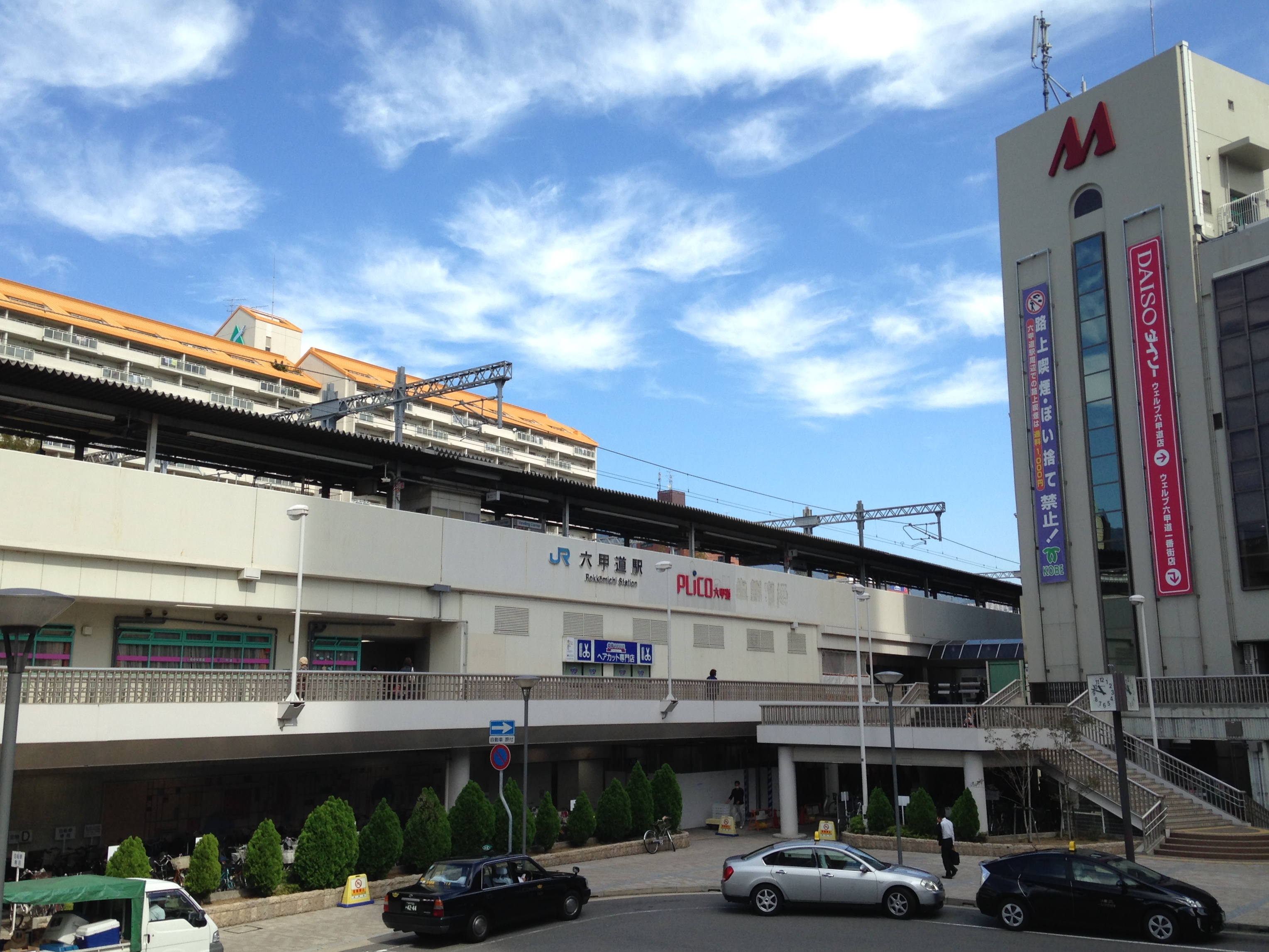
南出口（2014年10月）

六甲道駅（ろっこうみちえき）は、兵庫県神戸市灘区永手町四丁目にある、西日本旅客鉄道（JR西日本）東海道本線の駅である。駅番号はJR-A58。「JR神戸線」の愛称区間に含まれている。

## 歴史

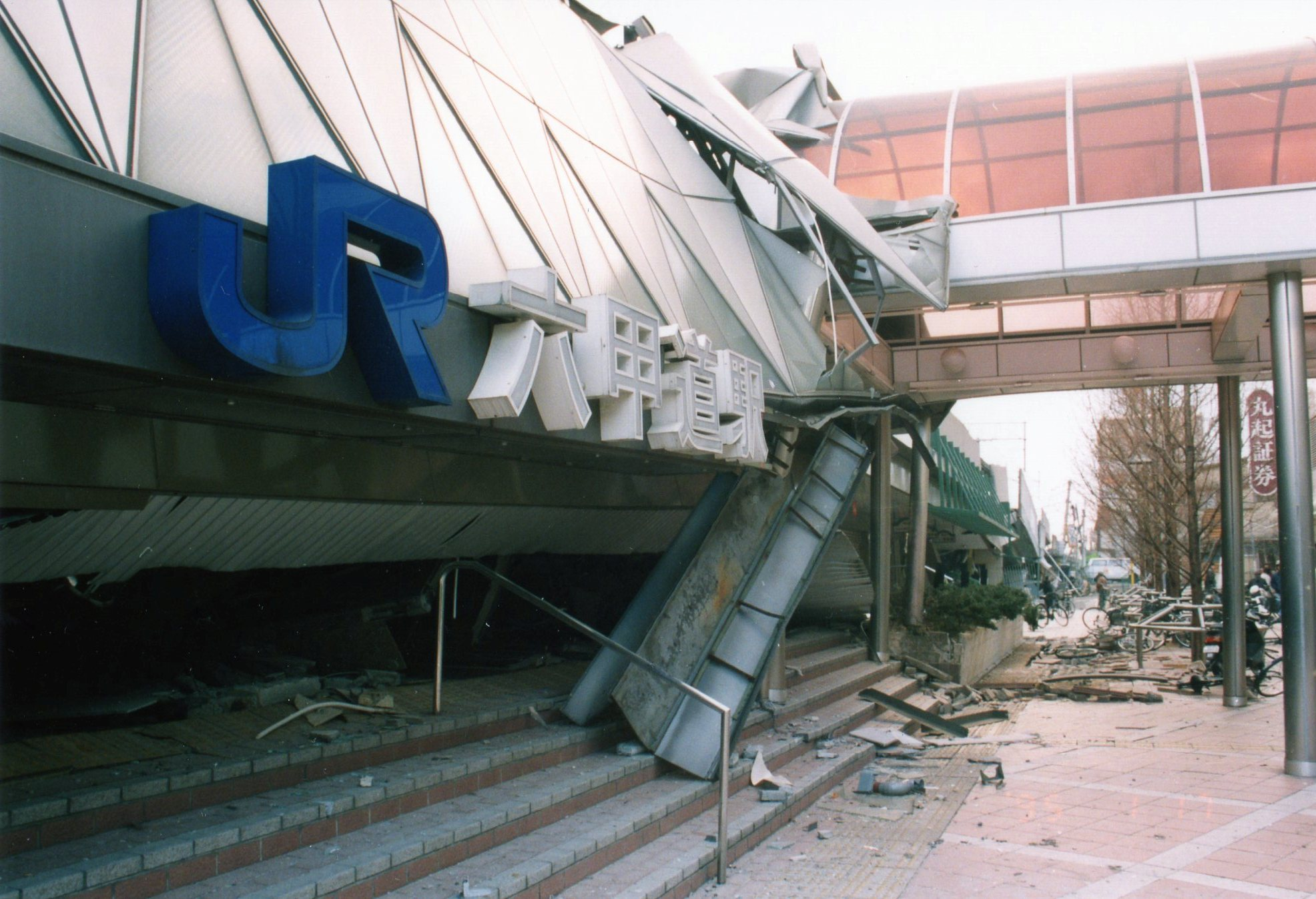
阪神・淡路大震災で倒壊した駅

吹田駅 - 須磨駅間で省線電車の運転が開始された時に塚本駅・立花駅・甲子園口駅・元町駅とともに新設された。名前の通り六甲山への登山道が通じていた所であったが、沿線の宅地化が進んでいたことも開設の背景にあった。
1995年1月17日の阪神・淡路大震災によって、数年前に改築したばかりの駅舎の1階部分が、高架線もろとも倒壊した。当初、復旧には瓦礫の撤去を行った後、高架線を新造するため2年はかかると言われていたが、診断の結果、レールを敷く部分の梁や床は崩れていなかったため、これらの路盤をジャッキで元の10メートルの高さまで持ち上げて水平に戻し、崩壊した橋脚のみ復旧する、という前代未聞の工事が奥村組により行われ、震災発生の約3か月後の4月1日に営業を再開した。この時の復旧作業については、2005年（平成17年）1月11日放送分の『プロジェクトX〜挑戦者たち〜』（NHK総合テレビ）で「『鉄道分断 突貫作戦 奇跡の74日間』〜阪神・淡路大震災〜」で取り上げられたほか、関西テレビの制作で2019年（平成31年）1月15日にフジテレビ系列で放送された『BRIDGE はじまりは1995.1.17神戸』（関西テレビ開局60周年記念特別ドラマ）のモデルにもなった。
なお、駅の営業が再開されてからは、神戸市が駅の周辺部で震災復興事業を実施。後に、「神戸東部副都心」として再起を遂げている。

### 年表
- 1934年（昭和9年）7月20日：国有鉄道東海道本線の吹田駅 - 須磨駅間の電気運転開始と同時に、住吉駅 - 東灘駅（貨物駅、現在の摩耶駅）間に新設開業[1]。旅客営業のみ[2]。
- 1972年（昭和47年）4月20日：快速の停車駅となる（外側線の快速は通過）。
- 1973年（昭和48年）11月：上り線高架化[3]。
- 1976年（昭和51年）
  - 6月29日：住吉駅 - 東灘駅間の下り電車線が高架化[3]。
  - 10月26日：住吉駅 - 東灘駅間の下り列車線が高架化され、高架化事業完成[1][4]。この高架化事業の一環で、1871年（明治4年）7月完成の旧・石屋川隧道（日本初の鉄道トンネル）は廃棄された。
- 1978年（昭和53年）4月1日：駅ビル「チャオ」が開業[5]。
- 1987年（昭和62年）4月1日：国鉄分割民営化によりJR西日本の駅となる[2]。
- 1988年（昭和63年）3月13日：外側線の快速も停車するようになる（すべての快速が停車）[注 1]。路線愛称の制定により、「JR神戸線」の愛称を使用開始。
- 1991年（平成3年）5月11日：駅ビル「チャオ」が「Rami（ラミ）」としてリニューアル[6]。
- 1995年（平成7年）
  - 1月17日：阪神・淡路大震災により駅舎が倒壊し不通となる[1]。
  - 4月1日：住吉駅 - 灘駅間が営業再開[1]。これにより、JR神戸線は全線で営業再開[1]。ただし、駅事務室は仮設のコンテナを使用し、臨時の券売機を設置して対応した[7]。
  - 7月8日：駅高架下の駅舎使用再開[7]。
- 1996年（平成8年）11月30日：駅高架下にショッピングセンター「ジェイモール六甲道」が開業[8]（駅ビル「ラミ」の代替施設[9]）。
- 1997年（平成9年）
  - 3月8日：JR神戸線標準接近メロディ「さざなみ」導入[10]。
  - 11月29日：自動改札機を設置し、供用開始[11]。
- 2002年（平成14年）7月29日：JR京都・神戸線運行管理システム導入[12]。
- 2003年（平成15年）11月1日：ICカード「ICOCA」の利用が可能となる。
- 2012年（平成24年）4月：「ジェイモール六甲道」が「プリコ六甲道」に名称変更[13]。
- 2014年（平成26年）12月13日：3番のりばで昇降式ホーム柵を試験運用 [14][15]。試験運用が終了した2015年（平成27年）3月以後正式採用となった。
- 2015年（平成27年）3月12日：入線警告音の見直しに伴い、接近メロディをJR神戸線標準接近メロディ「さざなみ」の音質見直し版へ再び変更する[16]。
- 2017年（平成29年）
  - 1月6日：昇降式ホーム柵が試作型から量産型へ更新のため一旦撤去される。
  - 3月4日：昇降式ホーム柵が量産型へ更新され、使用を再開。
- 2018年（平成30年）3月17日：駅ナンバリングが導入され、使用を開始する[17]。
- 2025年（令和7年）
  - 5月31日：みどりの窓口の営業を終了[18]。
  - 6月1日：みどりの券売機プラスを導入[18]。

## 駅構造

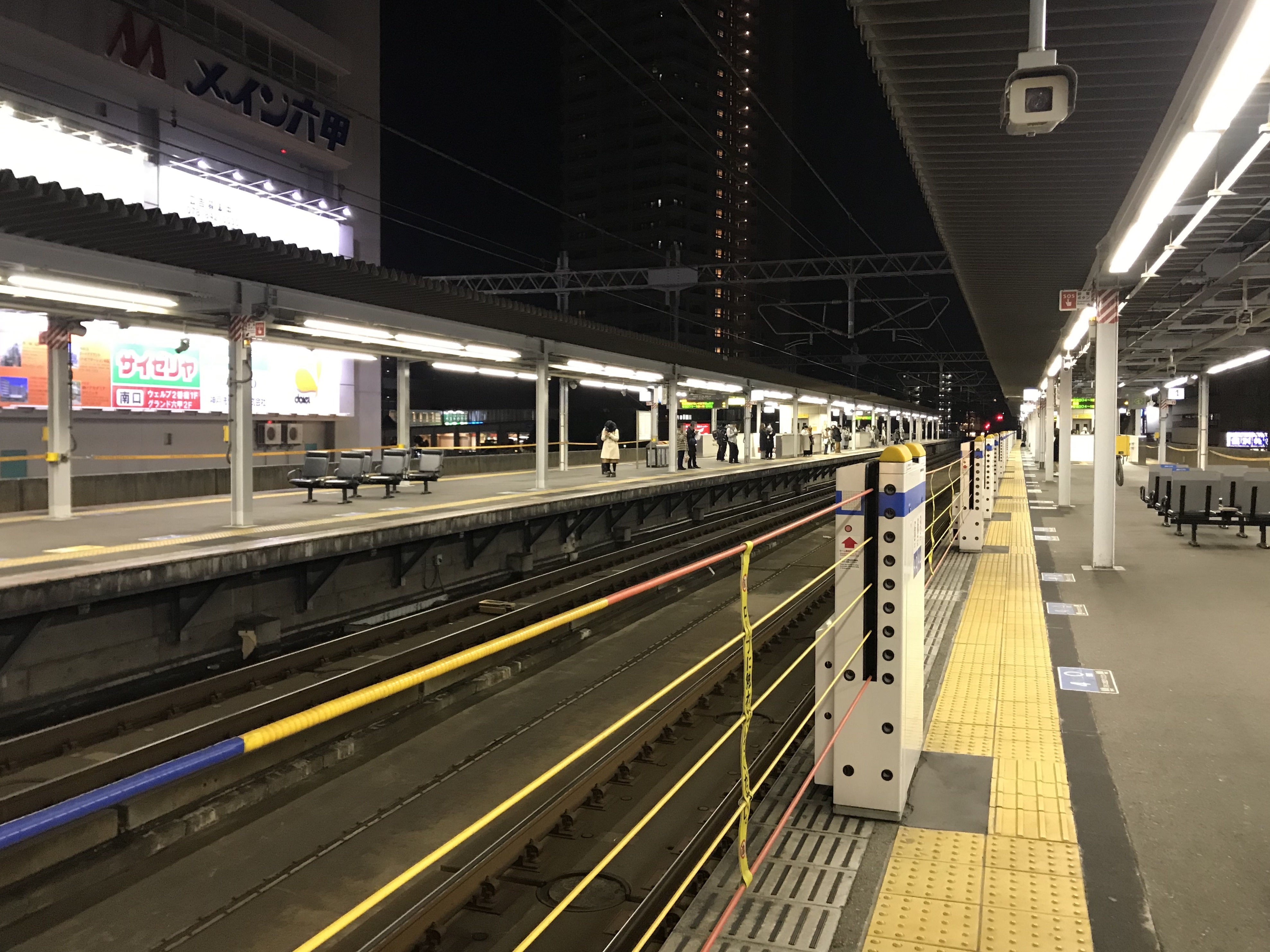
ホーム

島式2面4線（12両編成対応）のホームを持つ高架駅である。分岐器や絶対信号機を持たないため、停留所に分類される。
駅舎内にジェイアール西日本交通サービス（現在のJR西日本交通サービス）が運営する駅ナカ託児所「JR六甲道キッズルーム」があったが2014年3月に閉園。灘区内の社会福祉法人「同朋福祉会」に運営を委託。4月より「小規模保育園六甲道」になった。
当駅の神戸方から住吉駅の手前までの区間はスラブ軌道となっている。
直営駅（三ノ宮駅の被管理駅）。アーバンネットワークエリアに属しており、ICOCAと提携ICカードが使用可能である。

### のりば
| のりば | 路線     | 方向 | 線路   | 行先                   | 備考               |
| ------ | -------- | ---- | ------ | ---------------------- | ------------------ |
| 1      | JR神戸線 | 下り | 外側線 | 三ノ宮・明石・姫路方面 | 平日朝の快速の一部 |
| 2      | JR神戸線 | 下り | 内側線 | 三ノ宮・明石・姫路方面 |                    |
| 3      | JR神戸線 | 上り | 内側線 | 尼崎・大阪・京都方面   |                    |
| 4      | JR神戸線 | 上り | 外側線 | 尼崎・大阪・京都方面   | 朝の快速の一部     |

- 上表の路線名は旅客案内上の名称（愛称）で表記している。
- 当駅に停車しない特急・新快速・貨物列車は、1・4番のりばを通過する。停車列車は後述の列車を除き2・3番のりばに入るため、1・4番のりばは基本的にロープで封鎖されている。
- 1番のりばに停車する三ノ宮・姫路方面の列車は、平日の朝に運転される快速のみである。土曜・休日ダイヤで1番のりばに停車する列車はない。
- 4番のりばに停車する大阪方面の列車は、平日朝ラッシュ時のすべての快速と、土曜・休日ダイヤの朝の一部の快速のみである。

## 駅構内

### プリコ六甲道
駅ビルでかつては「ジェイモール六甲道」という名称だった。主要テナントは以下の通り。
- ミスギヤ（中央館1F）
- JR六甲道キッズルーム（託児所）（中央館2F）

## 利用状況
「兵庫県統計書」「データで見るJR西日本」によると、2023年度の1日平均乗車人員は24,768人で、これはJR西日本の駅の中では第30位である。
「神戸市統計書」（神戸市企画調整局総合計画課・編）及び「兵庫県統計書」によると、近年の1日平均乗車人員は以下の通りである。
| 年度   | 1日平均 乗車人員 |
| ------ | ---------------- |
| 1999年 | 22,591           |
| 2000年 | 23,499           |
| 2001年 | 23,777           |
| 2002年 | 23,838           |
| 2003年 | 23,917           |
| 2004年 | 24,424           |
| 2005年 | 24,940           |
| 2006年 | 25,286           |
| 2007年 | 25,523           |
| 2008年 | 25,366           |
| 2009年 | 24,740           |
| 2010年 | 24,735           |
| 2011年 | 24,748           |
| 2012年 | 24,929           |
| 2013年 | 25,307           |
| 2014年 | 25,485           |
| 2015年 | 26,057           |
| 2016年 | 26,460           |
| 2017年 | 26,718           |
| 2018年 | 26,451           |
| 2019年 | 26,441           |
| 2020年 | 20,927           |
| 2021年 | 22,145           |
| 2022年 | 24,041           |
| 2023年 | 24,768           |

## 駅周辺
神戸市灘区の中心市街地で、灘区総合庁舎や大規模商業施設、超高層マンションなどが集積している。区役所が移転してからは名実共に区の中心市街地機能を有している。当駅の南約600mには新在家駅（阪神本線）、北約700mに六甲駅（阪急神戸本線）がある。

### 主要施設
- メイン六甲 - 南口に存在するビルで正式名称は「メイン六甲Aビル」でかつてはBCビルもあったが阪神・淡路大震災で被災し解体された。
  - みなと銀行 六甲道支店 1F
- ウェルブ六甲道 - 南口に存在する再開発ビル群で1 - 6番街が存在する。
  - 灘区役所[1]（4番街2番館1F - 6F）
  - 三井住友銀行 灘支店（1番街1F）
  - 但馬銀行 六甲道支店（2番街1F）
  - 東進衛星予備校 六甲道駅前校（2番街2階）
  - 個別館 ウェルブ六甲道校（3番街3F）
  - 京都銀行 六甲道支店（4番街1番館1F）
  - 桜口郵便局（5番街1番館1F）
- フォレスタ六甲 - 北口に存在する再開発ビル。
  - 神戸市立灘図書館

### その他の周辺施設
- 六甲道南公園 - 2006年（平成18年）の六甲道駅南地区復興再開発事業により整備され、日本におけるイタリア年を記念してコンペ方式で選定されたイタリア広場となっている[22]。
- 成徳地域福祉センター（成徳小学校内）
- 甲南漬資料館
- パニエ六甲
- 関西スーパー 琵琶店
- 姫路信用金庫 六甲支店
- 兵庫信用金庫 六甲支店

## バス路線
神戸市交通局
- 16・36：阪神御影
- 16・26・106：六甲ケーブル下
- 36：鶴甲団地方面
- 2・18：三宮
- 32：御影山手方面
- 100：HAT神戸方面
- 102：高尾・美野丘小学校方面
- 103：将軍通方面
- 臨時：松蔭女子学院 ※平日朝、登校時のみ。スクールバス

阪神バス
- 西宮神戸線：神戸税関前 / 阪神西宮

## 隣の駅
西日本旅客鉄道（JR西日本）
 JR神戸線（東海道本線）
■新快速
通過
■快速
住吉駅 (JR-A57) - 六甲道駅 (JR-A58) - 三ノ宮駅 (JR-A61)
■普通（JR東西線・学研都市線内で区間快速となる列車を含む）
住吉駅 (JR-A57) - 六甲道駅 (JR-A58) - 摩耶駅 (JR-A59)